# Stephanie Del Valle
Stephanie Marie Del Valle Díaz (San Juan, 30 dicembre 1996) è una modella portoricana, incoronata Miss Mondo 2016 a Washington negli Stati Uniti. È la seconda Miss Mondo proveniente da Porto Rico. In precedenza aveva vinto il concorso Miss Mundo de Puerto Rico 2016..